# Vigilância suicida
Vigilância suicida é um processo intensivo de monitoramento usado para garantir que uma pessoa não cometa suicídio. Geralmente, o termo é usado em referência a presos ou pacientes em prisões, hospitais, hospitais psiquiátricos ou bases militares. As pessoas são colocadas em observação suicida quando se acredita que elas exibem sinais de alerta indicando que podem estar em risco de cometer danos corporais ou ferimentos fatais.

## Formas
Existem várias formas de vigilância suicida. Isso geralmente envolve o sujeito estar sob vigilância contínua ou muito frequente de um guarda, como um agente penitenciário, oficial de segurança ou ordenado, que intervirá se o sujeito se auto lesione.

### Periódica
A "vigilância suicida periódica", ou mais simplesmente conhecida como "vigilância suicida", envolve o sujeito sendo monitorado através de frequentes verificações periódicas.

### Intensa
A "vigilância suicida intensa" envolve o sujeito sendo observado continuamente por uma pessoa que pode estar empregada em uma das várias capacidades possíveis, sentada ou em pé à vista direta ou ao alcance do braço do sujeito. É também conhecida como 1 a 1.

## Condições
As pessoas sob vigilância suicida são colocadas em um ambiente em que seria difícil para elas se machucarem. Em muitos casos, quaisquer itens perigosos serão removidos da área, como objetos pontiagudos e alguns móveis, ou podem ser colocados em uma cela acolchoada especial, que não tem nenhum objeto nas paredes (por exemplo, um gancho de roupa ou um suporte de fechamento de porta) propício para um estrangulamento e com apenas uma grade de drenagem no chão. Eles podem ser despojado de qualquer coisa com a qual eles podem se machucar ou usar como um laço, incluindo cadarços, cintos, gravatas, sutiãs, sapatos, meias, suspensórios e lençóis. Em casos extremos, o preso pode ser completamente despido.
Em casos ainda mais extremos, os presos podem ser colocados em "restrições terapêuticas", um sistema de restrição de quatro ou cinco pontos. O preso é colocado de costas em um colchão. Seus braços e pernas estão amarrados e um cinto é colocado sobre o peito. Em um sistema de cinco pontos, a cabeça também é contida. É permitido a um preso uma amplitude de movimento a cada duas horas, quando um membro é liberado e é permitido movê-lo por um curto período. Eles são então contidos novamente, passando para o próximo membro. Esse processo é repetido até que todas as áreas restritas tenham sido movidas. Esse processo geralmente continua em turnos de oito horas, e o preso tem um encontro frente a frente com um profissional de saúde mental pelo menos uma vez a cada intervalo de oito horas. Isso não pode continuar por mais de dezesseis horas consecutivas. O preso é continuamente vigiado pela equipe durante esse período.
Nos casos mais extremos de auto-mutilação, somente quando todas as outras vias não funcionaram ou são impraticáveis,[carece de fontes?] drogas de "contenção química" podem ser usadas para sedar o preso. Para que uma instituição administre uma restrição química, ela deve ter a aprovação/recomendação de um profissional de saúde mental licenciado, do diretor da instituição e de uma ordem judicial.[carece de fontes?]

## Controvérsias
Os reclusos são frequentemente deixados nus em celas suicidas, que geralmente são de concreto aparente, geralmente sem roupa de cama (para evitar pendurar usando lençóis) e sob observação frequente ou contínua dos guardas. Condições insalubres também são comuns, uma vez que o papel higiênico, a roupa íntima e os tampões (todos os possíveis meios de asfixia) são restritos. Ser exposto sem qualquer maneira de se cobrir, além de estar sob constante observação, pode agravar o sofrimento mental, principalmente se o preso tiver sido vítima de abuso sexual. Essas condições adversas vieram à tona em 1998, quando Elizabeth B., prisioneira da prisão de Framingham, em Massachusetts, EUA, convocou um programa de entrevistas no rádio para descrever como ela havia sido tratada enquanto estava sob vigilância suicida:
Eu fui [...] colocada sob observação, despida de pertences, roupas, colocada nu em uma sala com nada além de um colchão de plástico no chão. Vigiada 24 horas por dia por um homem ou mulher. Eu estava menstruada, mas por causa do meu status não podia usar absorventes nem roupas íntimas. Me senti bastante humilhada, degradada. Estar sob vigilância de oficiais do sexo masculino intensificou minha depressão. Eu não queria ser mais violada do que já era, então coloquei o colchão contra a janela. Quando fiz isso, violei-me, uma vez que eles não podiam me ver. Forçaram então a abertura da porta e eu fiquei fisicamente contida em restrições de quatro pontos — braços, pernas estendidas, amarradas ao chão, nua, de capacete na cabeça, com homens e mulheres na sala.
Estar sob vigilância suicida não garante que uma pessoa não se mate. Ashley Smith, uma reclusa em uma instalação no Canadá, se matou enquanto estava sob vigilância suicida em outubro de 2007. As circunstâncias em torno de sua morte foram objeto do inquérito de Ashley Smith.